# Ylihärmä

Wappen der ehemaligen Gemeinde Ylihärmä

Ylihärmä [ˈylihærmæ] ist eine ehemalige Gemeinde im Westen Finnlands. Anfang 2009 wurde sie zusammen mit Alahärmä und Kortesjärvi in die Stadt Kauhava eingemeindet.
Das Kirchdorf Ylihärmä liegt 15 Kilometer nordwestlich der Kernstadt von Kauhava am Ufer des Flusses Lapuanjoki. Daneben gehörten zur Gemeinde Alahärmä die Dörfer Haapoja, Kangas, Keskikunta, Kosola, Pakankylä, Vesiluoma und Yliluoma. Insgesamt hatte die Gemeinde eine Fläche von 152,2 Quadratkilometern. Die Einwohnerzahl betrug zuletzt 2.916.
Die Holzkirche des Ortes wird von einem Dachreiter mit Zwiebelkuppel gekrönt und wurde 1785–1787 unter der Leitung von Kaappoo Hakola erbaut; der freistehende Kirchturm wurde 1828 nach Plänen von Carl Ludwig Engel errichtet.

## Persönlichkeiten
- Johan Sigfrid Sirén (1889–1961), Architekt
- Paula Risikko (* 1960), Politikerin
- Antti Kurvinen (* 1986), Politiker